# Traffico di organi
Il traffico di organi indica l'attività illegale del commercio di organi umani utilizzati per il trapianto. Questo fenomeno è particolarmente diffuso nei paesi in via di sviluppo, in Asia, in Africa e soprattutto in Sud America, Myanmar, sud-est asiatico e alcune regioni della Cina.

## Normativa
A livello internazionale il traffico di organi è menzionato nel protocollo di Palermo.
La donazione di organi in Italia è lecita solo come atto gratuito, soggetto a una legislazione precisa che regolamenta gli atti di disposizione del proprio corpo e non permette la vendita né l'acquisto.
Singapore è il primo Paese al mondo ad aver legalizzato la vendita di organi tra persone ancora in vita.
In India è vietata la vendita, ma non la donazione o la cessione liberale tra consanguinei.

## Inchieste e denunce
Parlando di traffico d'organi, si fa riferimento ad almeno due ipotesi di casistiche: una persona permette il prelievo di propri organi dietro il pagamento di denaro, oppure una persona è uccisa durante l'intervento per prelevarne organi e tessuti. In questo contesto, si ipotizza un legame fra il traffico di organi e la scomparsa improvvisa di minori e clandestini, che si sospettano essere rapiti e uccisi per utilizzarne gli organi.
Un fattore che contribuisce a un'ipotetica domanda di organi è la lunghezza delle liste di attesa per avere un trapianto. Fra i destinatari degli organi, potrebbero esserci persone che hanno bisogno urgente di un trapianto d'organo a causa di una malattia terminale, mentre hanno una lunga lista d'attesa davanti. La lista d'attesa tiene conto di un duplice criterio, temporale e di urgenza, e tuttavia la disponibilità di organi non sempre riesce a coprire la necessità di trapianti urgenti.

Statisticamente, gli organi che vengono più frequentemente prelevati nel mercato del traffico illecito sono il rene, il pancreas, il fegato e la cornea.
Nonostante diverse informazioni apparse su più organi di stampa, non vi sono dati certi su questa pratica a livello globale, mentre è stato documentato il traffico illegale per trapianto in alcuni singoli paesi come l'India, il Nepal, il Pakistan, la Cambogia, il Vietnam, il Laos, l'Indonesia, l'Afghanistan, la Birmania, il Bangladesh, ecc. o per riti magici in Africa.
Uno studio realizzato dal Journal of the American Medical Association nel 2002 su 305 persone che avevano venduto il loro rene nella zona di Chennai, in India, ha mostrato come a sei anni dall'operazione la loro condizione economica fosse mediamente peggiorata.
Il presidente della Commissione Salute del Senato italiano, Ignazio Marino, ha recentemente proposto di condannare a lunghe pene detentive chi si fa illegalmente impiantare un organo all'estero.
Secondo molti organi di stampa indiani, la vendita dei reni si è particolarmente diffusa nelle aree del Sudest del Paese colpite dallo tsunami del 2004. Un'inchiesta della magistratura del Tamil Nadu ha portato nel 2006 alla sospensione dei trapianti di reni in diverse cliniche.
In Pakistan, nella città di Lahore, nel maggio del 2007 sono stati arrestati quattro medici accusati di vendere reni.
Diverse indagini internazionali hanno ripetutamente accusato il governo cinese di utilizzare i prigionieri di coscienza come fonte di organi. In particolare recenti indagini si focalizzano sulle accuse di prelievo forzato di organi dai praticanti del Falun Gong, poiché questi ultimi rappresentano la maggior parte dei prigionieri di coscienza in Cina. Secondo alcune dichiarazioni, come quella del trapiantologo Carl Groth, ex presidente della Transplantation Society, sarebbe ancora in uso la pratica di prelevare gli organi ai condannati a morte subito dopo l'esecuzione. Esistono appositi protocolli da osservare per le esecuzioni capitali, tesi a preservare gli organi per un loro prelievo.

### Il caso del Nepal
In Nepal la pratica della vendita degli organi è cresciuta nel clima di scarsa legalità seguito alla fine della guerra civile. Un'inchiesta del settimanale L'Espresso del maggio 2007 ha testimoniato che nel centro di Kathmandu operano diversi middle man, broker dei reni, che vendono questi organi a circa mille euro l'uno convincendo i ragazzi della vallata a diventare donatori prezzolati. In particolare il settimanale ha smascherato due venditori di organi di Kathmandu. Uno è stato arrestato alcune settimane dopo l'inchiesta del giornale.

### Il caso del Kosovo
In un rapporto del 2011 Dick Marty, membro dell'Assemblea Parlamentare del Consiglio d'Europa ha accusato il primo ministro del Kosovo, Hashim Thaçi, d'aver capeggiato una banda mafiosa dedita al traffico di organi prelevati da prigionieri serbi appositamente assassinati durante e dopo la guerra del Kosovo del 1999, in varie località dell'Albania.
Il 25 gennaio 2011, l'Assemblea Parlamentare di Strasburgo ha adottato una risoluzione fondata sulla relazione Marty, con una maggioranza di 166 voti contro 8. La risoluzione si appella alla comunità internazionale ed ai governi di Belgrado, Priština, e Tirana, perché si "prendano provvedimenti" per mettere in luce tali crimini.

## L'attività delle ONLUS
Associazioni come l'italiana Associazione italiana per la donazione di organi (AIDO) supportano i donatori che intendano offrire i loro organi in vita (soprattutto nel caso del fegato) o post mortem (soprattutto cornee e cuori) come atto di generosità non collegato ad alcun mercimonio.
L'associazione americana Organs Watch svolge invece un'attività di monitoraggio sul fenomeno del traffico illegale in tutto il mondo e denuncia come il notevole miglioramento dell'efficacia dei farmaci antirigetto costituisca una delle ragioni del boom di questo traffico.

## Dati ONU-IOM
L'International Organization for Migration (IOM, UN migration) è l'organizzazione inter-governamentale nel campo dell'immigrazione, nata contestualmente all'ONU nel 1951, e alla quale aderiscono 172 Paesi di tutto il mondo, poco meno dei 193 membri vantati dall'ONU.
Secondo i dati aperti del progetto Counter-Trafficking Data Collaborative, gestito dallo IOM, a Gennaio 2019 il fenomeno del traffico di persone e d'organi umani riguarda più di 91.000 casi afferenti a 169 Paesi, geograficamente disaggregati con queste caratteristiche:
- in Africa: incide in eguale misura su maschi e femmine, ed oltre la metà dei casi interessa minorenni;
- in Asia: il motivo più frequente è lo sfruttamento nei luoghi di lavoro, in particolare fra le mura domestiche;
- in Europa: la maggioranza delle vittime è in età adulta, con una prevalenza di casi per sfruttamento di lavoro poco al di sopra dello sfruttamento sessuale (in senso vero e proprio)
- nelle Americhe: oltre due terzi delle vittime sperimentano lo sfruttamento sessuale. Più dell'80% sono donne, e almeno un terzo sono minorenni;
- in Oceania: numero statisticamente non significativo di casi di sfruttamento lavorativo e/o sessuale, registrati a carico di soggetti nativi emigrati, ovvero residenti in Oceania.

La banca dati è apertamente consultabile e aggiornata da organizzazioni operanti da tutto il mondo, che attestano l'esistenza del fenomeno.